# Zoroaster alfredi
Zoroaster alfredi är en sjöstjärneart som beskrevs av Alcock 1893. Zoroaster alfredi ingår i släktet Zoroaster och familjen Zoroasteridae. Inga underarter finns listade i Catalogue of Life.